# Зайферт, Эрнст
Эрнст Зайферт (нем. Ernst Richard Seifer; 15 сентября 1884 — 5 сентября 1946) — германский военачальник, генерал-лейтенант (1938), участник Первой и Второй мировых войн. 

## Биография
Поступил на военную службу в 1904 году, с 1905 года — лейтенант, с 1913 года — обер-лейтенант. Участвовал в Первой мировой войне, 25 сентября 1914 года получил звание капитана, командовал ротой и батальоном, заслужил Железный крест обоих классов. 
После поражения — в рейхсвере, с 1927 года — майор, с 1931 года — подполковник, с 1933 года — полковник. С 1935 года командовал 67-м пехотным полком в Берлине, 1 января 1937 года получил звание генерал-майора, 1 февраля 1937 года назначен комендантом Берлина. 1 августа 1938 года получил звание генерал-лейтенанта.
10 декабря 1940 года назначен командиром 110-й пехотной дивизии, участвовал в войне против СССР на северном фланге группы армий «Центр», участвовал в боях за Полоцк и Великие Луки, затем в битве за Москву в боях в районе Калинина. 24 января 1942 года оставил командование дивизией и переведен в резерв.
1 мая 1942 года назначен военным инспектором в Гамбург, исполнял эту должность до капитуляции 8 мая 1945 года.